# Sophie Hartmann (Schriftstellerin)
Sophie Hartmann (auch: Sofie Hartmann, Pseudonyme: Linda Collins, Phyllis Seymour; * 30. Januar 1901 in Mühldorf am Inn als Sophie Porzelt; † 7. November 1967 in Rosenheim) war eine deutsche Schriftstellerin.

## Leben
Sophie Hartmann arbeitete nach einem abgebrochenen Studium der   Literaturgeschichte als Buchhändlerin in München. Später lebte sie mit ihrem Ehemann in dem oberbayerischen Ort Riedering. Ihr Sohn, der Schriftsteller Helmut Hartmann (Pseud. Henry Seymour), wurde 1931 in Stuttgart geboren. Ab 1938 veröffentlichte sie zahlreiche Unterhaltungsromane, vorwiegend aus den Genres Frauenroman und Heimatroman, sowie einige Jugendbücher. Ein bedeutender Teil von Hartmanns Werken erschien in gebundener Form und als Heftroman.

## Werke
- Du bliebst mir doch?, Leipzig 1938 (unter dem Namen Sofie Hartmann)
- Ich schwieg aus Liebe, Leipzig 1939 (unter dem Namen Sofie Hartmann)
- Die Liebe siegt über alles Leid, Leipzig 1939 (unter dem Namen Sofie Hartmann)
- Ein Lied um Glück und Liebe, Leipzig 1939 (unter dem Namen Sofie Hartmann)
- Wenn ich dich lieb', nimm dich in acht!, Leipzig 1939 (unter dem Namen Sofie Hartmann)
- Liebe in den Tropen, Leipzig 1940 (unter dem Namen Sofie Hartmann)
- Unter Mordverdacht, Hamburg 1948
- Veränderliches Herz, Hamburg 1949
- Frauen hinter Gittern, Eulenthal über Siegburg 1950
- Gestern war alles noch anders, Eulenthal über Siegburg 1950
- Die gestohlene Stimme, Eulenthal über Siegburg 1950
- Das Haus am Strom, Papenburg-Ems 1950
- Liebe unter fremdem Himmel, Rosenheim 1950
- Lüge um Lucian, Eulenthal über Siegburg 1950
- Adieu, Mama!, Rosenheim 1951
- Der Engel von Mitternacht, Rosenheim 1951
- Es steht ein Schloß in Österreich, Rosenheim 1951
- Fremde Frau in Shanghai, Rosenheim 1951
- In deinen Augen, Lichtenfels (Ofr.) 1951
- Karussell der Liebe, Rosenheim 1951
- Kleines Herz hat großen Kummer, Rosenheim 1951
- Ruf der Vergangenheit, Lichtenfels (Ofr.) 1951
- Die Tragik seines Lebens, Zürich 1951
- Die Veilchen der Kaiserin, Rosenheim 1951
- Es war ein schlechter Jahrgang, Rosenheim 1952
- Herz, wo geht die Reise hin?, Lichtenfels (Ofr.) 1952
- Irrweg der Leidenschaft, Rosenheim/Obb. 1952
- Kleines blaues Taschentuch, Rosenheim 1952
- Uns rief das Leben, Papenburg-Ems 1952
- Unter den Sternen mit dir, Rosenheim 1952
- Ich vertraue dir, Rosenheim 1953
- Liebe wird mit Tränen bezahlt, Rosenheim 1953
- Lied der Nacht, Lichtenfels (Ofr.) 1953
- Schicksal über dem Waldhof, Lichtenfels (Ofr.) 1953
- Schloß Torwald und seine Komtessen, Lichtenfels (Ofr.) 1953
- Weißer Flieder in Schloß Hohenlind, Rosenheim 1953
- Die Zirkusgräfin, Rosenheim 1953
- Die Bettelgräfin, Rosenheim 1954
- Denn zwischen uns stand Liebe, Rosenheim 1954
- Der Engel in Weiß, Strasbourg 1954
- Hab keine Angst, Gabriele!, Rosenheim 1954
- Lieben sollst du mich, Rosenheim 1954
- Um Glück und Liebe, Strasbourg 1954
- Es läuten die Glocken am Königssee, Stuttgart 1955
- Ein Herz nimmt Abschied, Bühl/Baden 1955
- Kein Grund zum Heiraten, Heidelberg 1955
- Letzte Nacht in Rom, Menden/Sauerland 1955 (unter dem Namen Phyllis Seymour)
- Die Rose von Irland, Rosenheim 1955
- Das Schicksal gewährt noch einmal Gnade, Rosenheim 1955
- Stefanies Irrweg, Stuttgart 1955
- Verschlossene Tore, Rosenheim/Obb. 1955
- Wir sind alle einsam, Rosenheim 1955
- Die Klostermauer trennte sie, Rosenheim 1956
- Sterne führen dich nach Haus, Rosenheim 1956 (zusammen mit Gitta von Cetto)
- Thesi flieht ins Abenteuer, Stuttgart 1956
- Zu zweit lebt sichs besser, Rastatt/Baden 1956 (zusammen mit Gitta von Cetto)
- Auf Wiedersehn, Teresa, Hamburg 1957 (zusammen mit Gitta von Cetto)
- Es begann mit einer Lüge, Bern 1957
- Die Mühle im Schwarzwald, Stuttgart 1957
- Weil ich dich liebe, Bern 1957
- Wirbel um Helene, Rosenheim/Obb. 1957
- Florianne, Stuttgart 1958
- Glück für Roxanne, Bern 1958
- Die große Lüge, Rosenheim/Obb. 1958
- Das Hochzeitsschiff, Hamburg-Wandsbek 1958
- Mein Herz ist Zeuge, Stuttgart 1958
- Der schönste Tag meines Lebens, Hamburg-Wandsbek 1958
- Die Zeit geht vorbei, Wien 1958
- Falscher Schein – echtes Glück, Düsseldorf 1959
- Frau im goldenen Käfig, München 1959
- Herz im Zwiespalt, Stuttgart 1959
- Der lange Tag, Würzburg [u. a.] 1959 (zusammen mit Gitta von Cetto)
- Liebesreise nach Sizilien, Stuttgart 1959
- Das Mädchen Cora, Hannover 1959
- Neue Liebe, neues Glück, Hamburg-Wandsbek 1959
- Wo die Heimatglocken läuten, Stuttgart 1959
- Armer, kleiner Zeitungsboy!, Lengerich/Westf. 1960
- Dir hab' ich vertraut, Stuttgart 1960
- Heimat, deine Lieder, Hamburg-Wandsbek 1960
- Kind entführt, Würzburg [u. a.] 1960
- Das Kreuz im Moor, Stuttgart 1960
- Laß mich nicht allein, Hamburg-Wandsbek 1960
- Leb wohl, Mama, Hamburg-Wandsbek 1960
- Liebe nicht vorgesehen, Rosenheim/Obb. 1960
- Das Mädchen mit den Gazellenaugen, München
  - 1 (1960)
  - 2 (1960)
- Seit dem verhängnisvollen Tag, Hamburg-Wandsbek 1960
- Vergiß, was du gelitten hast, Stuttgart 1960
- Wenn der Enzian blüht, Stuttgart 1960
- Drei Herzen für Lissy, Stuttgart 1961
- Herz im Feuer, Stuttgart 1961
- Ich glaubte, Liebe währet ewig, München 1961
- Leidensweg der Liebe, Stuttgart 1961
- Ohne dich ist es Nacht, Hamburg-Wandsbek 1961
- Schmerz um verratene Liebe, München 1961
- Sei stark, mein Herz, Hamburg-Wandsbek 1961
- Wenn die Rosen verblühen, Stuttgart 1961
- Billa sucht eine Mutter, Lengerich (Westf.) 1962
- Die Drei vom 4. Stock, Stuttgart 1962
- Gekreuzigte Liebe, Hamburg 1962
- Ein Mann mit Schwächen, Stuttgart 1962
- Schicksal im Schatten der Berge, Rastatt/Baden 1962
- Warum kannst du mich nicht lieben?, München 1962
- Wenn das Herz spricht, Lichtenfels/Ofr. 1962
- Wolken über dem Erlenhof, Stuttgart 1962
- Glück auf Umwegen, Lichtenfels/Ofr. 1963
- Leid ohne Tränen, Stuttgart 1963
- Pamelas Heimkehr, Hamburg 1963
- Am Bergkreuz blüht das Edelweiß, Hamburg-Wandsbek 1964
- Einsam und heimatlos, Hamburg 1964
- Das graue Haus, Lichtenfels 1964
- Eine Heimat für Toni, Stuttgart 1964
- Heimlichkeiten der Liebe, Stuttgart 1964
- Ich liebe dich!, München 1964
- Ein Kind will heim, Bergisch Gladbach 1964
- Rosen für Claudia, Lichtenfels [u. a.] 1964
- Vom Vater verstoßen, München 1964
- Wie lange soll ich abseits stehn?, Bergisch Gladbach 1965
- Einsam in einer fremden Stadt, München 1966
- Freispruch für Dr. Cramer, Düsseldorf 1966
- Gebt unseren kleinen Klaus zurück!, München 1966
- Der Hof im Chiemgau, Hamburg 1966
- Die Lerche von Birkenau, Hamburg 1966
- Die Lüge hieß Helen, Bergisch Gladbach 1966
- Obwohl sie niemals lieben wollte, Bergisch Gladbach 1966
- Du bleibst meine einzige Liebe, Hamburg 1967
- Wirbel um die kleine Linda, Rastatt/Baden 1967
- Hochzeit am Chiemsee, Hamburg-Wandsbek 1968
- Das Geheimnis des Dr. Sandos, Hamburg 1968
- Du kannst nicht mit der Lüge leben, Bergisch Gladbach 1969
- Internats-Schülerin Cora, Hannover 1975
- Glück und Leid der Ellen Seymour, Hamburg 1990

| Personendaten    | Personendaten                                                                    |
| ---------------- | -------------------------------------------------------------------------------- |
| NAME             | Hartmann, Sophie                                                                 |
| ALTERNATIVNAMEN  | Hartmann, Sofie; Collins, Linda; Seymour, Phyllis; Porzelt, Sophie (Geburtsname) |
| KURZBESCHREIBUNG | deutsche Schriftstellerin                                                        |
| GEBURTSDATUM     | 30. Januar 1901                                                                  |
| GEBURTSORT       | Mühldorf am Inn                                                                  |
| STERBEDATUM      | 7. November 1967                                                                 |
| STERBEORT        | Rosenheim                                                                        |